# Phaonia anoctiluca
Phaonia anoctiluca este o specie de muște din genul Phaonia, familia Muscidae, descrisă de Barros de Carvalho în anul 1983. Conform Catalogue of Life specia Phaonia anoctiluca nu are subspecii cunoscute.